# Lake Tekakwitha
Lake Tekakwitha – wieś w Stanach Zjednoczonych, w we wschodniej części stanu Missouri, w hrabstwie Jefferson.